# Bruce Deans
Ian Bruce Deans (Cheviot, 25 novembre 1960 – 15 agosto 2019) è stato un rugbista a 15 neozelandese, mediano di mischia, campione del mondo 1987 con gli All Blacks.

## Biografia
Bruce Deans e suo fratello maggiore Robbie, anch'egli internazionale per la Nuova Zelanda e futuro allenatore, provengono da una famiglia di agricoltori, immigrati scozzesi del XIX secolo tra i primi a stabilirsi nella regione di Canterbury; un loro prozio, Bob Deans, divenne famoso per essersi visto annullare, a Cardiff nel 1905, una meta contro il Galles durante un tour degli All Blacks.
Bruce Deans militò nella provincia di Canterbury fin dal 1980, e nel 1982 fece l'ingresso in prima squadra; rimase titolare fino al 1990 con 116 presenze nel campionato nazionale provinciale.
Si mise in luce a livello nazionale anche nel corso del consueto incontro annuale tra le due isole del Paese, ma anche quando fu convocato per la Coppa del Mondo di rugby 1987 che si tenne in Nuova Zelanda e Australia, non fu mai schierato in campo, risultando così essere l'unico giocatore a essere diventato campione del mondo senza alcuna (all'epoca della vittoria) presenza internazionale.
Debuttò negli All Blacks pochi mesi dopo la competizione in un incontro con il Giappone che valse come test match solo per quest'ultimo, e nel 1988 disputò il suo primo test internazionale contro la Scozia; furono 10 in totale i test match disputati, l'ultimo nell'agosto 1989 nel corso della Bledisloe Cup di quell'anno contro l'Australia.
Finito il suo impegno con Canterbury si trasferì in Irlanda dove giocò e si dedicò saltuariamente all'allenamento nell'Old Crescent di Limerick e nell'Old Belvedere di Dublino, e tornato in patria si è dedicato all'attività di agricoltore.
È scomparso nel 2019 all'età di 58 anni a seguito di un tumore.

## Palmarès
- Coppe del mondo: 1
Nuova Zelanda: 1987